# Človek iz Altamure
Človek iz Altamure je fosil iz rodu Homo, odkrit leta 1993 v kraški vrtači v jami Lamalunga blizu mesta Altamura v Italiji.
Izredno dobro ohranjena, vendar prekrita z debelo plastjo kalcita v obliki jamskih zrn, so najdbo pustili in situ, da bi se izognili poškodbam. Raziskave v naslednjih dvajsetih letih so temeljile predvsem na dokumentiranih opazovanjih na kraju samem. Posledično se strokovnjaki niso hoteli strinjati o dokončni starosti niti ni bilo soglasja o vrsti, ki ji je pripadala.
Šele po odvzemu odlomka desne lopatice je bilo mogoče natančno datirati posameznika, analizirati in diagnosticirati njegove morfološke značilnosti ter preliminarno paleogenetsko karakterizacijo. V članku iz leta 2015, objavljenem v Journal of Human Evolution, je bilo objavljeno, da je fosil neandertalec, datiranje kalcita pa je pokazalo, da so kosti stare med 128.000 in 187.000 let.
Človek iz Altamure je eden izmed najbolj popolnih paleolitskih skeletov, ki so jih je kdaj koli odkrili v Evropi, saj je »celo kost v nosu še vedno tam« in od leta 2016 predstavlja najstarejši vzorec neandertalne DNK, da je bila uspešno sekvencirana.

## Značilnosti

### Odkritje
Lobanjo so oktobra 1993 odkrili speleologi CARS (Centro Altamurano Ricerche Speleologiche) v jami Lamalunga v Altamuri v Italiji. Med raziskovanjem jame so raziskovalci naleteli na 10 m globoko kraško vrtačo, ki je nastala zaradi delovanja tekoče vode na apnenec. Vrtača se zlije v predor, dolg približno 60 m, v katerem so našli Altamurskega človeka, vključenega v konkrecije kalcijevega karbonata, ki so nastale zaradi vode, ki je kapljala po stenah jame. O ugotovitvi so poročali raziskovalcem na Univerzi v Bariju.
Preostali skelet je v odličnem stanju. Kalcit je brez vpliva vremena in razčlenitve (razpršenosti skeletne strukture) ohranil kosti, vendar jih v veliki meri tudi prekriva. Menili so, da bi izkop posmrtnih ostankov povzročil nepopravljivo škodo, zato so kosti ostale na mestu že več kot sedemindvajset let od sodobnega odkritja.

### Morfologija
Fosilizirana lobanja 35-letnega odraslega moškega prikazuje antropološke značilnosti hipodigme Homo neanderthalensis, ki je živel v srednjem zgornjem pleistocenu med 170.000 in 130.000 pred sedanjostjo. Vendar pa obstajajo številne fenetične posebnosti, kot so oblika obrvi, relativna dimenzija mastoidov in splošna arhitektura lobanjskega oboka, ki po mnenju raziskovalne skupine Univerze Sapienza v Rimu podpirajo sprejeto kronologijo speciacije. »Kaže arhaične lastnosti, zaradi česar je Altamurski človek nekakšen morfološki most med prejšnjimi človeškimi vrstami, kot so Homo heidelbergensis in neandertalci.«
Raziskovalci, povezani z univerzo v Bariju, so izvedli lasersko skeniranje najdbe, pridobili numerične zemljevide, modele in tridimenzionalne videoposnetke fosila. Rezultati študije vzorca DNK, odvzetega iz lopatice, so ugotovili, da spada v genetsko variabilnost "neandertalca južne Evrope".
Kronološke študije o dvajsetih živalskih ostankih, pridobljenih iz jame Lamalunga na podlagi datiranja z uranom in torijem, ki sta jih izvedla Maria Elisabetta Branca in Mario Voltaggio z IGAG (Inštituta za okoljsko geologijo in geoinženiring) in CNR (Italijanskega nacionalnega raziskovalnega sveta) v Rimu in objavljeno leta 2010 starost odlaganja se giblje med 45.000 in 17.000 pred sedanjostjo, pri čemer se večina ostankov giblje med 45.000 in 30.000 leti. Ugotovljeno je bilo, da se je kopičenje jamskih usedlin začelo pred približno 170.000 leti in končalo pred 17.000 leti.
Novejša raziskovalna analiza, ki se je začela leta 2009 in temelji na uran-torijevem datiranju, je pokazala, da je kalcit nastal pred 172.000 do 130.000 leti med predzadnjo kvartarno poledenitvijo.
Človek iz Altamure je do danes ostal vgrajen v matrico apnenca. Zato med strokovnjaki obstaja izziv, kako najti način, kako odstraniti nedotaknjen fosil.
Med letoma 1998 in 2000 je projekt "Sarastro" izvajal Digamma Research Consortium, pri čemer je z uporabo integriranih daljinsko upravljanih sistemov omogočil oddaljen dostop in opazovanje lokacije.